# Willy Pritsche
Willy Pritsche (* 30. August 1911 in Dresden; † 28. März 1997 in Graupa) war ein deutscher Fotograf. Häufiges Thema seiner Arbeiten war seine Heimatstadt Dresden. Der Bildband Sächsische Schweiz (1963) war ein Höhepunkt Pritsches fotografischer Arbeit. 
Nach der Fotografenlehre von 1926 bis 1930 in der Kunstanstalt Stengel & Co. in Dresden begann er eine Wanderschaft durch Mitteleuropa. Nach ersten Versuchen dokumentarischer und künstlerischer Fotografie mit einer Contax Kleinbildkamera erfolgte 1935 die Gewerbegenehmigung und Aufnahme in Ausstellungen. Pritsche wurde 1939 als Soldat und Fotograf in einer Eisenbahnpioniereinheit einberufen und geriet 1945 Kriegsgefangenschaft. 
Nach der Heimkehr nahm er seine Fotografentätigkeit in Dresden wieder auf. Er hatte sein Atelier in der Liehrstraße 10 in Laubegast. Von 1952 bis 1990 war er Mitglied des Verbands Bildender Künstler in der DDR.

## Werke

### Bildbände und Foto-Illustration von Büchern (unvollständig)
- Rosmarie Rutte-Diehn: Fahrt ins Land der Seen. Ferien in Mecklenburg. Sachsenverlag Dresden, 1953
- Dresden. Sachsenverlag Dresden, 1958 (mit weiteren Fotografen)
- Dorothea Sick: Senn zwischen Bergen und Wäldern. Sachsenverlag Dresden, 1959
- Wandertage am Rennsteig. Volksverlag Weimar, 1955 (mit weiteren Fotografen)
- Annemarie Vogel: Unser Katzenbuch. Neumann Verlag Radebeul, 1960
- Hermann Heinz Wille: Vogtland. Sachsenverlag Dresden, 1961
- Reimar Gilsenbach: Sächsische Schweiz. F. A. Brockhaus Verlag, Leipzig, 1967
- Franz Hammer: Rings um den Inselsberg. F. A. Brockhaus Verlag, Leipzig, 1968
- Fritz Löffler: Der Zwinger in Dresden. Seemann Verlag Leipzig, 1967

### Auswahl von dokumentarischen Fotografien
- Deutschland. Zwei ältere Frauen ("Trümmerfrauen") vor einer Hausruine, wohl beim Bergen von Schrott (1945)[1]
- Dresden-Reick. Gaswerk Reick. Doppelgas-Anlage. Arbeiter auf der Bedienungsbühne (1952)[2]
- Dresden-Reick. Gaswerk Reick. Kranführer in der Kabine des großen Brückenkranes (1952)[3]
- Dresden-Reick. Gaswerk Reick. Arbeiter am Gasgenerator bei Vorbereitungen zum Schlackenabstich (1952)[4]

## Ausstellungen
- 1983 Neue Dresdner Galerie
- 1985 Berlin, Nationalgalerie („Auf gemeinsamen Wegen“)
- 1985 Dresden, Albertinum („Bekenntnis und Verpflichtung“)
- 1990 Berlin Fotografieforum
- 1991 Frankfurt/Main Leinwandhaus
- 1991 Dresden Leonhardi-Museum
- 2001 Stadtmuseum Dresden